# 北新泾站
北新泾站是一个位于中华人民共和国上海市长宁区北新泾街道天山西路与北渔路交叉口地下，是上海地铁2号线的地铁车站。

## 車站歷史
- 2006年12月30日：北新涇站随上海轨道交通2号线西延段（中山公园~淞虹路区间）开通啟用[1]。
- 2012年11月起，车站站台加装半高屏蔽门[3]。

## 車站結構
北新泾站共有3層。地面為車站出口，地下一層為車站大廳，地下二層為2号线站台。

### 車站樓層
| 地面层   | 出入口             | 1-5出入口                            |  |  |
| 地下一层 | 站厅               | 票务服务、自动售票机、人工服务台     |  |  |
| 地下二层 |                    | █ 2号线 往国家会展中心（淞虹路）     |  |  |
|          | 岛式站台，左侧开门 |                                      |  |  |
|          |                    | █ 2号线 往浦东1号2号航站楼（威宁路） |  |  |

### 站厅
北新泾站站厅位于地下一层，与天山路平行。站厅内设有检票闸机、服务中心以及便利店。

### 站台
本站設有2個站台，共同使用一個島式站台。其中一個供往浦东1号2号航站楼方向列車使用，另一個供往国家会展中心方向列車使用。

## 車站出口
北新泾站共有5个出入口，各出入口如下所示：
| 出口编号            | 出口指示                           | 照片 |
| ------------------- | ---------------------------------- | ---- |
| 1 · 出口            | 蒲松北路、北虹路、天山西路、珺悦18 |      |
| 2 · 出口 · （设有） | 哈密路、北虹路、天山西路           |      |
| 3 · 出口            | 北渔路、天山西路                   |      |
| 4 · 出口            | 北渔路、天山西路                   |      |
| 5 · 出口            | 天山西路、北翟路                   |      |
| 图例： 设有         |                                    |      |

## 車站周邊
- 北新泾社区卫生服务中心
- 上海延安实验初级中学
- 新泾镇人民政府
- 虹康绿地休闲广场

## 轉乘公交
54、74、74B、91、141、202、216、311、551、739、750、807、808、825、827、846、855、新涇環線、北青線、莘北專線